# Episodi di Star Trek: Prodigy (prima stagione)
La prima stagione della serie animata Star Trek: Prodigy è stata pubblicata su Paramount+ dal 28 ottobre al 29 dicembre 2022. In Italia la serie è stata resa disponibile dal 15 settembre 2022, in contemporanea alla serie Star Trek: Strange New Worlds, in occasione dell'arrivo in Europa del canale on demand Paramount+.
| nº            | Titolo originale        | Titolo italiano                              | Pubblicazione USA | Pubblicazione Italia |
| Prima parte   | Prima parte             | Prima parte                                  | Prima parte       | Prima parte          |
| ------------- | ----------------------- | -------------------------------------------- | ----------------- | -------------------- |
| 1             | Lost and Found: Part 1  | Oggetti smarriti e ritrovati (prima parte)   | 28 ottobre 2021   | 15 settembre 2022    |
| 2             | Lost and Found: Part 2  | Oggetti smarriti e ritrovati (seconda parte) | 28 ottobre 2021   | 15 settembre 2022    |
| 3             | Starstruck              | Nello spazio                                 | 4 novembre 2021   | 15 settembre 2022    |
| 4             | Dream Catcher           | Allucinazioni                                | 11 novembre 2021  | 15 settembre 2022    |
| 5             | Terror Firma            | Terraformazione                              | 18 novembre 2021  | 15 settembre 2022    |
| 6             | Kobayashi               | Kobayashi Maru                               | 6 gennaio 2022    | 15 settembre 2022    |
| 7             | First Con-tact          | Primo contatto                               | 13 gennaio 2022   | 15 settembre 2022    |
| 8             | Time Amok               | Tempo fuori controllo                        | 20 gennaio 2022   | 15 settembre 2022    |
| 9             | A Moral Star: Part 1    | Tars Lamora (prima parte)                    | 27 gennaio 2022   | 15 settembre 2022    |
| 10            | A Moral Star: Part 2    | Tars Lamora (seconda parte)                  | 3 febbraio 2022   | 15 settembre 2022    |
| Seconda parte |                         |                                              |                   |                      |
| 11            | Asylum                  | Asilo                                        | 27 ottobre 2022   | 28 ottobre 2022      |
| 12            | Let Sleeping Borg Lie   | I Borg dormienti                             | 3 novembre 2022   | 4 novembre 2022      |
| 13            | All the World's a Stage | Tutto il mondo è un palcoscenico             | 10 novembre 2022  | 11 novembre 2022     |
| 14            | Crossroads              | Verso la zona neutrale                       | 17 novembre 2022  | 18 novembre 2022     |
| 15            | Masquerade              | Travestimenti                                | 24 novembre 2022  | 25 novembre 2022     |
| 16            | Preludes                | Preludi                                      | 1º dicembre 2022  | 2 dicembre 2022      |
| 17            | Ghost in the Machine    | Fantasmi sull'astronave                      | 8 dicembre 2022   | 9 dicembre 2022      |
| 18            | Mindwalk                | Scambio mentale                              | 15 dicembre 2022  | 16 dicembre 2022     |
| 19            | Supernova: Part 1       | Supernova (prima parte)                      | 22 dicembre 2022  | 23 dicembre 2022     |
| 20            | Supernova: Part 2       | Supernova (seconda parte)                    | 29 dicembre 2022  | 30 dicembre 2022     |

## Oggetti smarriti e ritrovati
- Titolo originale: Lost and Found
- Diretto da: Ben Hibon
- Scritto da: Kevin Hageman, Dan Hageman

### Trama
2383. Nella miniera-prigione sul planetoide Tars Lamora, al confine fra il quadrante Delta e il quadrante Beta, un giovane di nome Dal R'El sogna di fuggire. Il leader della miniera, il Diviner, invia il suo esecutore robot Drednok a catturare un prigioniero problematico, il Medusano Zero, che però provoca un'esplosione che permette a Dal di scappare. Dopo una rocambolesca fuga, Dal viene catturato e interrogato dalla figlia del Diviner, la Vau N'Akat Gwyn, che gli concede un giorno per localizzare Zero, e viene spedito nei livelli inferiori dell'asteroide, dove viene accoppiato a una Brikar che si infuria per i tentativi di Dal di cercare Zero, provocando accidentalmente un crollo che rivela loro un'astronave abbandonata della Federazione. Il traduttore dell'astronave (i traduttori nella miniera sono disabilitati) permette alla Brikar di presentarsi come Rok-Tahk. Zero osserva ciò che accade e si presenta loro; successivamente, avendo la nave bisogno di riparazioni, Dal si rivolge al meccanico tellarite Jankom Pog, mentre Rok porta a bordo il blob Murf. Intanto Drednok e Gwyn rintracciano Dal, che con uno stratagemma impedisce loro di vedere la nave federale, ma viene catturato e portato sulla superficie dell'asteroide, dove si svolgono i peggiori lavori. Qui Gwyn causa una tempesta grazie a cui Dal si libera, ma è una trappola ordita da Drednok per rintracciare Zero. Una volta arrivate al vascello federale, le forze del Diviner (che non vuole che la nave venga danneggiata) intraprendono un duro scontro con i quattro fuggitivi, che riescono però a catturare Gwyn e a fuggere da Tars Lamora sulla nave federale, la USS Protostar. Successivamente sulla plancia si attiva un ologramma di addestramento con le sembianze dell'ex capitano della USS Voyager, Kathryn Janeway.
- Altri interpreti: Brook Chalmers (commerciante kazon), Ben Thomas (minatori), Debra Wilson (minatrici).

## Nello spazio
- Titolo originale: Starstruck
- Diretto da: Alan Wan
- Scritto da: Chad Quandt

### Trama
Ritenendo che i fuggitivi della miniera siano cadetti della Flotta Stellare, Janeway inizia ad addestrarli su come utilizzare la Protostar e descrive loro la Federazione e la Flotta Stellare. Mentre Zero, Jankom, Rok-Tahk e Murf vorrebbero unirsi alla Federazione, Dal, che si è autonominato capitano della nave, ordina a Janeway di far volare la Protostar verso un sistema stellare binario nana bianca/gigante rossa, dove rimane preda delle enormi forze gravitazionali; Dal, superbamente, ritiene di non avere bisogno di Janeway per districare la nave, ma per dare potenza ai motori toglie energia al resto del vascello; ciò causa l'uscita dalla prigione di Gwyn, che tenta la fuga, bloccata successivamente da Rok. Dal è costretto infine a chiedere l'aiuto di Janeway. Nel frattempo, il Diviner e Drednok si mettono sulle tracce della Protostar a bordo della loro nave/fortezza, la Rev-12.

## Allucinazioni
- Titolo originale: Dream Catcher
- Diretto da: Steve In Chang Ahn e Sung Shin
- Scritto da: Lisa Schultz Boyd

### Trama
Dal e gli altri trovano un pianeta di Classe M nel sistema hirogeno e, su pressione di Janeway, che ricorda loro che l'esplorazione è la regola n. 1 della Federazione, atterrano con la Protostar e iniziano, muniti di phaser e tricorder, la ricognizione. Zero si accorge subito che il terreno è privo di sostanze nutritive, ma non vi dà peso. Ben presto i quattro si ritrovano in situazioni da loro desiderate: Dal crede di vedere i suoi sconosciuti genitori; Jankom una casa su Tellar; Rok dei teneri animaletti; Zero il motore a curvatura della Protostar. Dal è il primo ad accorgersi dell'inganno: il pianeta è un super-essere senziente che cerca di divorarli utilizzando spore allucinogene. Dal recupera gli amici con l'autoveicolo d'esplorazione, il Runaway, e si dirige verso la Protostar, che nel frattempo è finita sotto il controllo di Gwyn che contatta il padre e segnala la loro posizione. La nave però è bloccata da enormi radici generate dall'essere planetario, e Gwyn è costretta ad abbandonarla assieme a Murf utilizzando una navetta.

## Terraformazione
- Titolo originale: Terror Firma
- Diretto da: Alan Wan e Olga Ulanova
- Scritto da: Julie Benson e Shawna Benson

### Trama
La Protostar è atterrata a 10 km di distanza dal gruppo di fuggitivi che si mettono in marcia per raggiungerla. Il pianeta senziente però attua dei processi di terraformazione per cambiare il paesaggio e confondere così i cinque, che riordinano le idee nel relitto di uno sparviero klingon il cui equipaggio fu divorato dal pianeta. Intanto il Diviner e Drednok arrivano in loco e si mettono sulle tracce di nave e fuggitivi; il pianeta aiuta inconsapevolmente i secondi che così raggiungono la Protostar e decollano. Entrati in curvatura vengono presto raggiunti dalla Rev-12 ma Gwyn, delusa dal padre che le aveva preferito la nave federale, lasciandola ferita nelle grinfie del pianeta, da cui era stata salvata dai quattro fuggitivi, attiva un sistema di propulsione sperimentale del quale la Protostar è stata dotata dalla Flotta: la protocurvatura, grazie alla quale riescono a seminare gli inseguitori.

## Kobayashi Maru
- Titolo originale: Kobayashi
- Diretto da: Alan Wan
- Scritto da: Aaron J. Waltke

### Trama
La Protostar percorre quattromila anni luce in pochi minuti e rimane in momentaneo stallo energetico. In attesa che i motori tornino a regime, Jeneway mostra a Dal e Jankom la sala ologrammi. Qui Dal si mostra interessato al test della Kobayashi Maru, pensato per valutare il comportamento del capitano di un vascello in una situazione senza apparenti vie di uscita. Dal chiede al computer i migliori ufficiali della Flotta e ottiene Spock, Crusher, Odo e Uhura; nonostante la loro assistenza, Dal fallisce decine e decine di volte il test con punteggi infimi, dopodiché decide di sostituire Jankom con Scotty e arriva a un passo dal passare il test. Grazie alle sagge parole di Spock, Dal capisce che deve accettare le decisioni dei suoi compagni, che vorrebbero raggiungere la Federazione. Intanto Gwyn, depressa per il comportamento del padre, viene consolata da Zero e successivamente indaga sulla provenienza della Protostar: 17 anni prima, il Diviner, malato, aveva deciso di creare Gwyn come suo clone per avere una discendenza, ed era già da allora alla ricerca della nave federale. Inoltre Janeway non ha accesso ai file di memoria in cui è memorizzata la storia della Protostar. Gwyn scopre che parte del codice del computer è scritto nella sua lingua madre e decripta le info: la Protostar è un prototipo, il suo capitano era Chakotay e la nave era stata abbordata da un misterioso nemico.
- Guest star: Robert Beltran (Chakotay olografico), Gates McFadden (Beverly Crusher olografica), René Auberjonois (Odo olografico), James Doohan (Montgomery Scott olografico), Nichelle Nichols (Nyota Uhura olografica), Leonard Nimoy (Spock olografico).
- Altri interpreti: David Ruprecht (Capitano della Kobayashi Maru), Brook Chalmers (Klingon).
- Nell'episodio appaiono diversi personaggi provenienti dalle serie classica, The Next Generation, Deep Space Nine e Voyager, compresi queli interpretati da attori deceduti, come Odo, Scott e Spock, per le cui voci sono state utilizzate registrazioni d'archivio.[7] Al momento della produzione dell'episodio, Nichelle Nichols era ancora in vita ma molto anziana, e per la voce di Uhura sono state ugualmente utilizzate delle registrazioni. L'episodio è dedicato agli attori René Auberjonois, James Doohan e Leonard Nimoy.[N 5] L'episodio rappresenta inoltre la prima apparizione di Chakotay dopo la fine della serie Star Trek: Voyager.

## Primo contatto
- Titolo originale: First Con-tact
- Diretto da: Steve In Chang Ahn e Sung Shin
- Scritto da: Diandra Pendleton-Thompson

### Trama
La Protostar risponde a un segnale di soccorso, ma è tutta una messinscena: Dal ha infatti riconosciuto Nandi, una Ferengi che lo aveva allevato, che li invita sulla sua nave, la Damsel. La donna possiede un dispositivo di occultamento klingon che può essere attivato solo con il chimerium, presente nella Protostar e del quale Rok tradisce la presenza. Nandi è disposta a cedere il dispositivo e a tal scopo chiede a Dal di dirigersi verso un pianeta per ottenere un cristallo di remalite dalla specie indigena: Janeway ricorda che così infrangerebbero la Prima direttiva, ma viene ignorata. I cinque più Nandi sbarcano così sul pianeta, un mondo desertico, e hanno modo di conoscere la specie indigena, degli esseri non umanoidi (ribattezzati da Rok “Cymari”) che utilizzano le onde sonore per comunicare e la cimatica per plasmare la sabbia ed edificare strutture. Gwyn intuisce il linguaggio alieno e vengono così portati al cospetto dei cristalli di remalite, utilizzati dai Cymari per amplificare la cimatica. Qui Nandi offre uno squallido vassoio ferengi in cambio della remalite, ma i Cymari non comprendono e offrono in cambio una melodia; Nandi a questo punto si impossessa di diversi cristalli e tenta di fuggire, ma viene contrastata dall'equipaggio della Protostar che recupera i cristalli tranne uno. La struttura inizia a collassare e Dal raggiunge Nandi, che lo aveva ingannato: aveva teletrasportato il chimerium dalla Protostar alla Damsel e aveva attivato il dispostitivo di occultamento; inoltre si tradisce e svela a Dal che non fu rapito, ma era stata lei a venderlo al Diviner. Nella lotta, Dal riesce ad attaccare il proprio combadge al cristallo allo scopo di teletrasportarlo dalla Damsel al suo posto originario. Janeway infine li rimprovera per aver irrimediabilmente disturbato l'evoluzione dei Cymari. Intanto Nandi, furiosa, è intenzionata a fornire al Diviner informazioni sulla Protostar.
- Guest star: Robert Beltran (Chakotay olografico).
- Altri interpreti: Grey DeLisle (Nandi).

## Tempo fuori controllo
- Titolo originale: Time Amok
- Diretto da: Olga Ulanova e Sung Shin
- Scritto da: Nikhil S. Jayaram

### Trama
Data stellare 607125.6. La Protostar si avvicina pericolosamente a una tempesta tachionica che causa anomalie gravitazionali: Jankom si rende conto del pericolo perché la protostella in sala macchine è mantenuta da – appunto – interazioni gravitazionali, ma è troppo tardi. Il motore protowarp emette un'onda che spedisce i cinque in altrettante fasi temporali distinte, fasi il cui scorrere del tempo avviene in maniera differente. Janeway, essendo un programma, è l'unica che si rende conto dell'anomalia temporale. Jankom dà in 10 minuti il tempo a disposizione prima del collasso della protostella e inizia a lavorare per stabilizzare il guasto, ma dopo pochi secondi la nave esplode a causa dello scorrere velocissimo del tempo nella sua fase. Rok è quella il cui tempo scorre lentissimo: i suoi 10 minuti durerebbero mesi, ma presa dal panico disattiva Janeway, che così si ritrova con Zero, il cui tempo scorre un po' più lento di quello di Jankom: il Medusano fa giusto in tempo a ultimare il progetto di una matrice da inserire nel nucleo di curvatura, progetto che Janeway consegna a Dal che però non riesce a trovare un connettore; l'ultima speranza è Gwyn, ma nel frattempo il Diviner aveva inviato istruzioni al replicatore di materia dell'hangar navette che aveva riprodotto una copia di Drednok: il robot disattiva Janeway e si appresta a inserire la matrice, ma Gwyn apre la sala macchine al vuoto esterno e la matrice viene risucchiata assiema alla copia di Drednok. Disperata, la ragazza registra un messaggio per Rok, inviandole le istruzioni per costruire la matrice. La giovane Brikar utilizza così i mesi a disposizione per studiare: costruisce infine la matrice, ripristina Janeway e risolve il problema. Nell'hangar navette, la copia Drednok è parzialmente costruita e sembra avere coscienza.
- Guest star: Robert Beltran (Chakotay olografico).
- Altri interpreti: Grey DeLisle (Nandi).

## Tars Lamora
- Titolo originale: A Moral Star[N 7]
- Diretto da: Ben Hibon
- Scritto da: Kevin Hageman, Dan Hageman, Julie Benson, Shawna Benson, Lisa Schultz Boyd, Nikhil S. Jayaram, Diandra Pendleton-Thompson, Chad Quandt e Aaron J. Waltke

### Trama
La copia incompleta di Drednok proietta un messaggio del Diviner: se i fuggiaschi e la figlia consegnano la Protostar, libererà gli schiavi. Dopo aver studiato un piano, i cinque accettano la proposta e tornano a Tars Lamora, dove il Diviner sembra mantenere la parola e libera tutti i minatori, ma vuole con sé la figlia, che accetta di seguirlo dopo averle promesso di rivelarle la verità. Una volta sulla Protostar, l'uomo distrugge i generatori della Rev-12; i quattro fuggiaschi però avevano previsto tutto e hanno preso la protostella nascondendola dentro Murf, che è praticamente indistruttibile. Mentre Jankom e Rok si occupano delle riparazioni della Rev-12, Dal e Zero cercano di avvisare gli schiavi del pericolo cercando di portarli a bordo della nave-fortezza; Dal riesce a trasformare le cavigliere dei minatori in traduttori, così gli ex prigionieri riescono a neutralizzare Drednok, che nel frattempo era sopraggiunto alla ricerca della protostella. Nel frattempo sulla Protostar il Diviner rivela alla figlia il destino dei Vau N'Akat: entro qualche anno avranno il Primo contatto con la Federazione, cosa che causerà una guerra civile che porterà alla distruzione di Solum, il loro pianeta natale. Il Diviner era tornato indietro nel tempo per evitarlo e vuole utilizzare la Protostar per colpire la flotta con un'arma nascosta nel vascello sperimentale. Gwyn però non accetta il folle piano del padre; dopo aver disabilitato gli scudi della Protostar a colpi di phaser, Dal e Zero si teletrasportano e il Medusano si leva la corazza facendosi vedere dal Diviner, che impazzisce. Anche Gwyn intravede Zero e rimane gravemente scossa.
Data stellare 61103.1 (2384). Gli ex prigionieri, a bordo del Rev-12, cercano una nuova patria, mentre sulla Protostar i cinque protagonisti tracciano la rotta verso la Federazione. Nel frattempo, nella USS Dauntless, la guardiamarina Asencia riferisce al suo ufficiale comandante, la viceammiraglio Janeway, di aver rilevato per la terza volta tracce di protocurvatura della Protostar. L'ammiraglio Janeway ordina di portarsi alle coordinate rilevate.
- Altri interpreti: Laila Berzins e Debra Wilson (minatrici), Jameela Jamil (Asencia), Raina Sharkawy (bambina caitiana), Ben Thomas (minatore con la testa a punta).

## Asilo
- Titolo originale: Asylum
- Diretto da: Steve Ahn e Sung Shin
- Scritto da: Kevin & Dan Hageman

### Trama
Data stellare 61209.5. Dopo aver salvato una specie di balena dalla caccia di bracconieri indigeni su un pianeta acquatico, la Protostar giunge ai confini della Federazione, dove l'equipaggio localizza un avamposto federale, il CR 721, e chiede asilo all'unico ufficiale della Flotta lì presente, il sottotenente Frex. Questi analizza i sei e scopre che Murf è un verme mellanoide e che la specie di Dal è sconosciuta ma classificata come "sensibile" dalla Flotta. Mentre Zero cerca di far riemergere i ricordi di Gwyn, Frex si interfaccia con i sistemi della Protostar e causa l'avvio di un virus informatico che infetta l'avamposto, causandone la distruzione. Frex, ritenendo l'equipaggio responsabile, fugge sull'unica capsula di salvataggio abbandonando i sei, che infine indossano delle tute spaziali e si lanciano nel vuoto spaziale, dove vengono recuperati dall'ologramma Janeway. Intanto la Dauntless giunge a Tars Lamora, dove rinviene il Diviner in stasi.
- Guest star: Robert Beltran (Chakotay).
- Altri interpreti: Eric Bauza (Barniss Frex), Jason Alexander (dottor Noum), Daveed Diggs (comandante Tysess), Jameela Jamil (Asencia).

## I Borg dormienti
- Titolo originale: Let Sleeping Borg Lie
- Diretto da: Olga Ulanova e Sung Shin
- Scritto da: Diandra Pendleton-Thompson

### Trama
Data stellare 61284.3. L'equipaggio della Protostar cerca l'arma installata dal Diviner, che trova infine in un antro sotto la plancia, ma che non riesce a disabilitare. Improvvisamente si trovano di fronte a un Cubo Borg: Janeway suggerisce di darsela a gambe, ma i sensori indicano che il cubo è in stato "dormiente" e i cinque si avventurano sul cubo alla ricerca di un modo per disabilitare l'arma vau n'akat. Purtroppo sugli enormi vascelli borg non ci sono consolle, perciò Zero si offre volontario per interfacciarsi alla collettività, essendo i Medusani collegati mentalmente fra loro in modo simile. Zero riesce a ottenere le info sul dispostitivo, che neppure i Borg sanno disabilitare, ma viene assimilato; nel frattempo i droni si svegliano e imprigionano Dal, Rok e Jankom, mentre Gwyn riesce a fuggire. Zero guida i droni per assimilare i tre prigionieri, ma grazie a Gwyn e all'abitudine di Zero alla collettività medusana, si disconnette da quella borg e libera gli amici non prima di aver rimesso i Borg in standby. Nel frattempo la Dauntless giunge alle coordinate dell'avamposto federale CR 721, appena distrutto; l'ammiraglio Janeway pressa il dottor Noum per salvare il Diviner, ignorando chi sia in realtà.
- Altri interpreti: Jason Alexander (dottor Noum), Jameela Jamil (Asencia), Ben Thomas (droni borg).

## Tutto il mondo è un palcoscenico
- Titolo originale: All the World's a Stage
- Diretto da: Andrew L. Schmidt
- Scritto da: Aaron J. Waltke

### Trama
La Protostar riceve un segnale di soccorso da un pianeta di classe M. Una volta sbarcato, l'equipaggio vi trova una civiltà umanoide pre-curvatura che indossa imitazioni delle divise della Flotta Stellare, che chiamano "Forza Stellare", e possiedono alcuni oggetti di un secolo prima, fra cui phaser e comunicatori: i loro nomi ricordano quelli di ufficiali famosi del secolo precedente (“James'T”, “Sool'U”, “Sprok”, “Huur'A” ecc.), si sono autodefiniti “Enderpriziani” e la loro città si chiama New Enda-prize. Alla richiesta di spiegazioni, gli Enderpriziani allestiscono una recita teatrale con cui raccontano gli eventi: più di un secolo prima, la USS Enterprise del capitano Kirk, non potendo interferire con la specie indigena a causa della Prima direttiva, aveva mandato in ricognizione un suo ufficiale che era rimasto ferito e bloccato sul pianeta; era andato dagli indigeni e li aveva avvisati di un grave pericolo che incombeva nelle profondità della montagna e aveva raccontato loro della Federazione, prevedendo che i suoi colleghi prima o poi sarebbero giunti sul pianeta. Qualche tempo dopo, gli indigeni avevano sviluppato una malattia da avvelenamento da radiazione e temevano una misteriosa entità che avevano chiamato "Galliottina". Dal, Gwyn, Zero e Jankom sono scettici, ma Dal stesso si ammala della sindrome. Rok, che era rimasta a bordo a causa di un malessere di Murf, scende con le tute spaziali e si addentra nelle grotte con Gwyn e Jankom; qui trovano il relitto della Galileo, una navetta in servizio sull'Enterprise. La navetta, gravemente danneggiata, perde plasma che nel corso dei decenni ha contaminato il dilitio presente nelle grotte. Non potendo comunicare con l'esterno a causa delle radiazioni, Jankom utilizza il comunicatore della navetta; l'unico modo per salvarli è intervenire con la Protostar, la cui plancia viene trasformata in quella tipica di una classe Constitution del XXIII secolo per poter essere manovrata da tre Enderpriziani in sostituzione dei tre membri dell'equipaggio assenti. Con le info sul plasma della Galileo, Zero sintetizza una cura per la sindrome. Sulla Galileo, poco prima di essere distrutta, Jankom aveva ritrasmesso il messaggio che li aveva portati lì: si trattava di una richiesta d'aiuto del guardiamarina David Garrovick. Gli Enderpriziani infine, la cui evoluzione è oramai pesantemente compromessa dai contatti con Garrowick e con la Protostar, ricevono da questa un "Secondo Contatto". Intanto sulla Dauntless il Diviner si risveglia ma non ricorda alcunché; Janeway ordina di mettersi sulle tracce del tenente Frex, che era stato tratto in salvo da una nave non identificata.
- Altri interpreti: Jason Alexander (dottor Noum), Eric Bauza (Scott'Ee, Sool'U), Daveed Diggs (comandante Tysess), Jameela Jamil (Asencia), Samantha Smith (Huur'A), Fred Tatasciore (Boons, David Garrovick, Sprock).
- Tre navette chiamate Galileo sono apparse in alcuni episodi della serie originale: la prima in La Galileo (The Galileo Seven, 1967); la seconda (quella che viene ritrovata in questo episodio di Prodigy) in Guarigione da forza cosmica (Metamorphosis, 1967), Viaggio a Babel (Journey to Babel, 1967) e La galassia in pericolo (The Immunity Syndrome, 1967); la terza, ribattezzata Galileo II, nell'episodio Viaggio verso Eden (The Way to Eden, 1969).[10]
- Il personaggio di David Garrovick appare anch'egli in un episodio della serie originale, L'ossessione (Obsession, 1967). Si trattava del figlio del capitano della USS Farragut, nave su cui Kirk aveva prestato servizio per anni, prima della nomina a capitano dell'Enterprise: il capitano Garrovick era morto negli eventi narrati nel succitato episodio L'ossessione. Il coproduttore di Prodigy, nonché autore dell'episodio, Aaron J. Waltke ha dichiarato che Garrowick avrebbe meritato maggior spazio nella serie originale, e che con questo episodio ha voluto onorare tutte le maglie rosse decedute nel franchise.[11][10]

## Verso la zona neutrale
- Titolo originale: Crossroads
- Diretto da: Steve Ahn e Sung Shin
- Scritto da: Lisa Schultz Boyd

### Trama
Per salvaguardare la Flotta Stellare, l'equipaggio decide di nascondere la Protostar nel pianeta ghiacciato Denaxi, sede di una stazione per navi da trasporto, e si mette alla ricerca di un passaggio. Qui i cinque ragazzi vengono avvicinati dal corriere Okona che offre loro uno strappo, ma subito dopo viene arrestato per contrabbando. A Denaxi si trova anche il tenente Frex, per cui ben presto giunge l'ammiraglio Janeway che, dopo averlo interrogato, si mette in cerca dei cinque "selvaggi", ignorando che siano dei ragazzini. Questi ultimi cercano di avvicinare gli ufficiali di Janeway, che ovviamente non sanno chi siano: solo Asencia riconosce Gwyn, avendole il Diviner parlato di lei, ma la ragazza scappa appena la guardiamarina nomina il padre. Resisi conto che i federali li considerano dei delinquenti, i cinque tornano alla Protostar e fuggono assieme a Okona, che era riuscito a evadere. Entrati in curvatura, vengono raggiunti dalla gigantesca Dauntless ma non possono rispondere alle chiamate di Janeway, altrimenti il virus vau n'akat infetterebbe la nave federale, che infine fa fuoco e disabilita i motori della Protostar, che si dirige a impulso verso la zona neutrale romulana: tre falchi da guerra romulani si disoccultano minacciosi e intimano alla Dauntless di non entrare nell'area proibita.
- Altri interpreti: Jason Alexander (dottor Noum), Eric Bauza (Frex), Kimberly Brooks (comandante romulana Kaseth), Billy Campbell (Thadiun Okona), Daveed Diggs (comandante Tysess), Jameela Jamil (Asencia), Brook Chalmers (guardie xindi).
- Il personaggio di Thadiun Okona è protagonista di un episodio della seconda stagione di Star Trek: The Next Generation, ambientato diciotto anni prima di questo, Okona l'immorale (The Outrageous Okona, 1988), ed è apparso anche in un episodio della serie animata Star Trek: Lower Decks, La vergogna dei Doopler (An Embarrassment of Dooplers, 2021).[12]

## Travestimenti
- Titolo originale: Masquerade
- Diretto da: Sung Shin
- Scritto da: Nikhil S. Jayaram

### Trama
Okona suggerisce di recarsi al porto spaziale di Noble Isle per effettuare le riparazioni. Qui il corriere si reca assieme ai cinque ragazzini da una sua cliente, Jago, una genetista che, incuriosita da Dal, ne analizza il DNA, scoprendo che il ragazzo è un ibrido fra diverse specie. Quando i suoi compagni lasciano l'ambulatorio della genetista, Dal si fa impiantare un dispositivo epigenico. Mentre l'ammiraglio Jellico ordina a Janeway di non entrare nella zona neutrale e se necessario di distruggere la Protostar, una squadra della Tal Shiar intercetta i fuggitivi su Noble Isle, ma Dal, attivando il dispositivo genico, riesce a neutralizzarla utilizzando le peculiarità genetiche di ogni specie presente nel suo DNA, aiutato da Murf, che si è nel frattempo evoluto e possiede ora degli arti. Janeway lancia due siluri verso la Protostar, ma all'ultimo momento li fa deviare. La guardiamarina Asencia si reca dal Diviner, ordina al suo Drednok di rivelarsi e, dopo aver azionato un dispositivo dermico, si rivela anch'ella per quella che è realmente: una Vau N'Akat. Sulla Protostar, Zero rimuove il dispositivo genico a Dal, che torna normale.
- Guest star: Ronny Cox (Edward Jellico), Amy Hill (Jago).
- Altri interpreti: Kimberly Brooks (comandante romulana Kaseth), Billy Campbell (Thadiun Okona), Daveed Diggs (comandante Tysess), Jameela Jamil (Asencia); Brook Chalmers, Bonnie Gordon, Ben Thomas (soldati romulani).

## Preludi
- Titolo originale: Preludes
- Diretto da: Steve Ahn e Sung Shin
- Scritto da: Julie & Shawna Benson, Kevin & Dan Hageman, Nikhil S. Jayaram, Diandra Pendleton-Thompson, Chad Quandt, Lisa Schultz Boyd e Aaron J. Waltke

### Trama
Data stellare 61396.4. Mentre effettua le riparazioni della protoguida, l'equipaggio della Protostar inganna il tempo raccondanto come ognuno di essi fosse finito a Tars Lamora. In particolare Rok e Jankom raccontano del loro passato e dei loro amici Maximillion (attore del circo dove la Brikar era un'attrazione) e Boxy (un'assistente robot della nave tellarite su cui si trovava il meccanico). Intanto sulla Dauntless, Asencia spiega al Diviner, che non ricorda alcunché, la loro storia. In un futuro non molto lontano la Federazione avrebbe preso contatto col loro mondo, Solum; i Vau N'Akat, più progrediti rispetto alla Federazione, si sarebbero divisi in due fazioni, scatenando una guerra civile che avrebbe compromesso la loro civiltà. Qualche tempo dopo, da un tunnel spaziotemporale sarebbe sbucata la Protostar, il cui equipaggio, capitanato da Chakotay e dal Primo Ufficiale Adreek-Hu, sarebbe finito prigioniero dai Vau N'Akat; successivamente costoro avrebbero installato l'arma, ma Chakotay e Adreek-Hu sarebbero riusciti a programmare il loro vascello affinché tornasse nel tunnel spaziotemporale senza equipaggio e successivamente nascondersi. I Vau N'Akat avrebbero dunque creato l'Ordine e inviato i migliori agenti coi loro Drednok nel tunnel, che sarebbe collassato a breve. Il Diviner e Asencia, conosciuta come la Vendicatrice, facevano parte delle centinaia di agenti ed erano fra i pochi superstiti sbucati nel passato, ma con vent'anni di differenza: la donna solo tre anni prima, e si era infiltrata nella Flotta. Nel frattempo il comandante Tysses scova la taglia che il Diviner aveva messo sulla testa dei ragazzini: l'ammiraglio Janeway nota la somiglianza fra l'uomo e Gwyn e si reca nel suo alloggio, dove viene messa fuori combattimento.
- Guest star: Robert Beltran (Chakotay).
- Altri interpreti: Brook Chalmers (Maximillion), Daveed Diggs (comandante Tysess), Zehra Fazal (Boxy), Bonnie Gordon (computer nave tellarite), Jameela Jamil (Asencia/Vendicatrice), Tommie Earl Jenkins (comandante Adreek-Hu, Kazon #1), Ben Thomas (Caitiano, Kazon #2).

## Fantasmi sull'astronave
- Titolo originale: Ghost in the Machine
- Diretto da: Andrew L. Schmidt
- Scritto da: Chad Quandt

### Trama
Data stellare 61401.5. L'equipaggio simula in sala ologrammi l'incontro con la Dauntless, finendo ogni volta bombardati e arrembati, cosa che porterebbe all'infezione della nave federale con il virus informatico dei Vau N'Akat. Sconfortati, i cinque ragazzini e Murf si concedono un gelato, ma ben presto si rendono conto di non aver mai lasciato la sala ologrammi e che sono imprigionati nelle simulazioni che utilizzano nei momenti di svago, mischiate fra di loro in una specie di caccia al tesoro. Arrivati alla simulaziondi di Dal, Zero si rende conto che in realtà non v'è alcun tesoro da trovare: la simulazione cessa e l'unica che possa averla attivata è l'olo-Janeway. Quando avevano palesato l'intenzione di non dirigersi più verso la Federazione, si era attivata una sub-routine vau n'akat che aveva spinto l'olo-Janeway a imprigionarli nella sala ologrammi e a dirigere la nave verso la Federazione. Improvvisamente, la Protostar si trova di fronte alla possente Dauntless.
- Altri interpreti: Jason Alexander (ologrammi dottor Noum), Troy Kline[N 13] (Murf “senza scarpe”).
- Curiosità: il codice di comando che Dal passa all'olo-Janeway, “GB64N32X”, è composto dalle iniziali di tre celebri consolle di videogiochi: GameBoy, Nintendo 64 e Sega Mega Drive 32X.[17]

## Scambio mentale
- Titolo originale: Mindwalk
- Diretto da: Sung Shin
- Scritto da: Julie & Shawna Benson

### Trama
Data stellare 61403.7. Entrata in curvatura, la Protostar viene raggiunta dalla Dauntless; dopo aver unito i campi di curvatura, l'ammiraglia inizia a phaserare gli scudi dell'ex nave di Chakotay per poterla abbordare. Zero ha un'idea: contattare telepaticamente l'ammiraglio Janeway unendo le sue capacità telepatiche a quelle di Dal, che possiede DNA organiano. A causa dei colpi di phaser però avviene un imprevisto scambio di corpi: mentre Janeway si ritrova nel corpo di Dal, quest'ultimo si ritrova in quello dell'ammiraglio, con prevedibili conseguenze. Mentre Janeway/Dal riesce ad adattarsi immediatamente e riprogramma l'olo-Janeway estirpando le linee di codice vau n'akat, Dal/Janeway combina un disastro dopo l'altro, facendo insospettire l'equipaggio della Dauntless, che infine lo consegna in infermeria, da dove viene inaspettatamente liberato dal Diviner che era stato colpito dalla gentilezza dell'ammiraglio, lui che riteneva la Federazione composta da specie spietate. Per riavere un contatto fisico e riottenere lo scambio mentale senza utilizzare i phaser, Dal e Janeway escono dalle rispettive navi e si incontrano nel bel mezzo del campo di curvatura: subito dopo, Dal viene accolto dagli amici, ma Janeway si ritrova rinchiusa in una cella di sicurezza. La Protostar esce dalla curvatura e trova ad attenderla l'intera Flotta Stellare.
- Guest star: Robert Beltran (Chakotay).
- Altri interpreti: Jason Alexander (dottor Noum), Daveed Diggs (Tysess), Jameela Jamil (Asencia/Vendicatrice).

## Supernova(prima parte)
- Titolo originale: Supernova: Part 1
- Diretto da: Andrew L. Schmidt
- Scritto da: Erin McNamara

### Trama
La Protostar cerca di sganciarsi dalla Flotta ma viene infine fermata; l'ammiraglio Janeway, prigioniera, convince la guardiamarina brenari che le fa da guardia della propria buona fede e viene liberata. Intanto il Diviner e la Vendicatrice abbordano la Protostar e, dopo aver facilmente neutralizzato l'equipaggio, chiamano la Dauntless prima che Janeway possa intervenire: il comandante Tysess risponde e il virus vau n'akat contagia l'intera Flotta, i cui vascelli iniziano a spararsi a vicenda. Gwyn, raggiunta la plancia, intraprende un duro combattimento con la Vendicatrice; il Diviner, cercando di salvare la figlia, rimane ucciso, mentre la Vendicatrice abbandona il vascello con il suo Drednok. Poiché il virus ha disabilitato anche il traduttore universale, Gwyn, essendo poliglotta, prende il comando e invia un SOS alle flotte alleate che viene rivevuto da uno sparviero klingon che, assieme ad altri vascelli di altre specie alleate, cerca di parare i colpi di d'arma delle navi federali; purtroppo altre navi della Flotta giungono in loco e la situazione appare disperata.
- Guest star: Ronny Cox (ammiraglio Jellico).
- Altri interpreti: Jason Alexander (dottor Noum), Daveed Diggs (Tysess), Jameela Jamil (Asencia/Vendicatrice), Bonnie Gordon (guardiamarina brenari), Debra Wilson (capitano Trij).

## Supernova(seconda parte)
- Titolo originale: Supernova: Part 2
- Diretto da: Ben Hibon
- Scritto da: Kevin & Dan Hageman

### Trama
Data stellare 61408.8, presso Marte. L'equipaggio della Protostar decide di distruggere la nave per fermare il virus, ma il protonucleo causerebbe un'espolsione pari a quella di una supernova con conseguente distruzione del sistema terrestre e non solo; inoltre la guida automatica è disabilitata, per cui un membro deve rimanere a bordo. Si decide quindi di far esplodere la nave al momento del salto a curvatura, e l'olo-Janeway sceglie di sacrificarsi rimanendo a bordo. Il piano ha successo, la Protostar esplode causando un tunnel spaziotemporale simile a quello dov'era precedentemente scomparsa con l'equipaggio originario, mentre i sei ragazzini si salvano a bordo di una scialuppa, atterrando un mese dopo sulla Terra, dove vengono messi innanzi a una commissione per decidere se possano essere ammessi all'Accademia: la decisione è di non ammetterli ancora, ma di nominarli aspiranti sottufficiali specializzati nelle rispettive divisioni: Dal nel comando, Jankom nell'ingegneria, Rok nella scientifica,  Zero nella medica, mentre Gwyndala decide di tornare in patria a incontrare il giovane padre e cercare di evitare la guerra civile. Dal tunnel spaziotemporale giunge il messaggio completo del capitano Chakotay: si trova 52 anni nel futuro, ma in un'altra linea temporale creata dopo gli eventi fin qui accaduti, e l'ammiraglio Janeway, coi suoi nuovi aspiranti sottufficiali, ha intenzione di salvare il suo vecchio amico.
- Guest star: Robert Beltran (Chakotay).
- Altri interpreti: Eric Bauza (giudice vulcaniano), Daveed Diggs (Tysess), Erin Macdonald (dottoressa Macdonald),[N 18] Ben Thomas (ufficiale klingon), Debra Wilson (ufficiale umana).
- Curiosità: una delle navette che soccorre i sei naufraghi della Protostar porta il codice di registro “NCC-74656-A”, il che fa intuire quale sarà la nave che userà Janeway nella sua missione di soccorso.[23]